# Alcantarilha e Pêra
Alcantarilha e Pêra (oficialmente: União das Freguesias de Alcantarilha e Pêra) é uma freguesia portuguesa do município de Silves, com 46,26 km² de área e 4995 habitantes (censo de 2021). A sua densidade populacional é 108 hab./km².

## História
Foi criada aquando da reorganização administrativa de 2012/2013, resultando da agregação das antigas freguesias de Alcantarilha e Pêra.

## Demografia
A população registada nos censos foi:
| Distribuição da População por Grupos Etários | Distribuição da População por Grupos Etários | Distribuição da População por Grupos Etários | Distribuição da População por Grupos Etários | Distribuição da População por Grupos Etários | Distribuição da População por Grupos Etários |
| -------------------------------------------- | -------------------------------------------- | -------------------------------------------- | -------------------------------------------- | -------------------------------------------- | -------------------------------------------- |
| Antes da agregação                           |                                              |                                              |                                              |                                              |                                              |
| Ano                                          | 0-14 anos                                    | 15-24 anos                                   | 25-64 anos                                   | >= 65 anos                                   | Total                                        |
| 2001                                         | 626                                          | 528                                          | 2253                                         | 891                                          | 4298                                         |
| 2011                                         | 734                                          | 479                                          | 2737                                         | 1022                                         | 4972                                         |
| Após a agregação                             |                                              |                                              |                                              |                                              |                                              |
| Ano                                          | 0-14 anos                                    | 15-24 anos                                   | 25-64 anos                                   | >= 65 anos                                   | Total                                        |
| 2021                                         | 672                                          | 460                                          | 2677                                         | 1186                                         | 4995                                         |